# Ammobaculininae
Ammobaculininae es una subfamilia de foraminíferos bentónicos de la familia Ammobaculinidae, de la superfamilia Recurvoidoidea, del suborden Lituolina y del orden Lituolida. Su rango cronoestratigráfico abarca desde el Turoniense (Cretácico superior) hasta la Actualidad.

## Discusión
Clasificaciones previas hubiesen incluido Ammobaculininae en la superfamilia Haplophragmioidea, así como en el suborden Textulariina del orden Textulariida, o en el orden Lituolida sin diferenciar el Suborden Lituolina.

## Clasificación
Ammobaculininae incluye a los siguientes géneros:
- Ammobaculinus
- Bulbobaculites †
- Navarella †